# Cláudia Magalhães Vieira
Dra. Cláudia Magalhães Vieira (Río de Janeiro, 1969) es una botánica brasileña. Estudió en la Universidad Federal de Río de Janeiro, desarrollando actividades académicas en el Jardín botánico de Río de Janeiro.

## Algunas publicaciones
- cláudia magalhães Vieira. 1999. Uma nova espécie de Quesnelia (Bromelioideae: Bromeliaceae) para o Brasil. Editor Herbarium Bradeanum, 4 pp.
- --------------------------------------. 1996. Clusia immersa, uma nova espécie de Clusiaceae para o Rido de Janeiro, Brasil. Editor Herbarium Bradeanum, 6 pp.
- --------------------------------------, ary gomes da Silva. 1992. Clusia studartiana: uma nova espécie de Clusiaceae para o Rio de Janeiro, Brasil. Editor Herbarium Bradeanum, 5 pp.

### Libros
- cláudia Magalhães Vieira. 1999. Quesnelia Gaudich. (Bromelioideae: Bromeliaceae) do estado do Rio de Janeiro, Brasil. Editor Universidade Federal do Rio de Janeiro, 282 pp.

### En Congresos
- m.p. Morim, m.p.m. Lima, r.r.g. Guedes-Bruni, m.c. Vieira, c.m.b. Correia, i.a. Araujo. 1991]. Aspectos florísticos de Macaé de Cima, município de Nova Friburgo, RJ: Caracterização vegetativa das famílias arbustivo-arbóreas. En: XLII Congresso Nacional de Botânica, Goiânia. Livro de Resumos

A enero de 2012, se poseen siete registros de sus identificaciones y nombramientos de nuevas especies, algunas en coautoría con N.P.Taylor y con E.Lucas.